# درع الحلمة
دِرْعُ الحَلَمَة هو غلافٌ على شكلِ حلمة يتمُّ ارتداؤه فوق الهالة والحلمة أثناء الرضاعة الطبيعيّة. دروع الحلمة الحديثة مصنوعة من السيليكون الناعم والرقيق والمرن وبها ثقوبٌ في نهايتها للسماحِ بمرور حليب الثدي.

## الاستعمال
مراحل الاستعمال

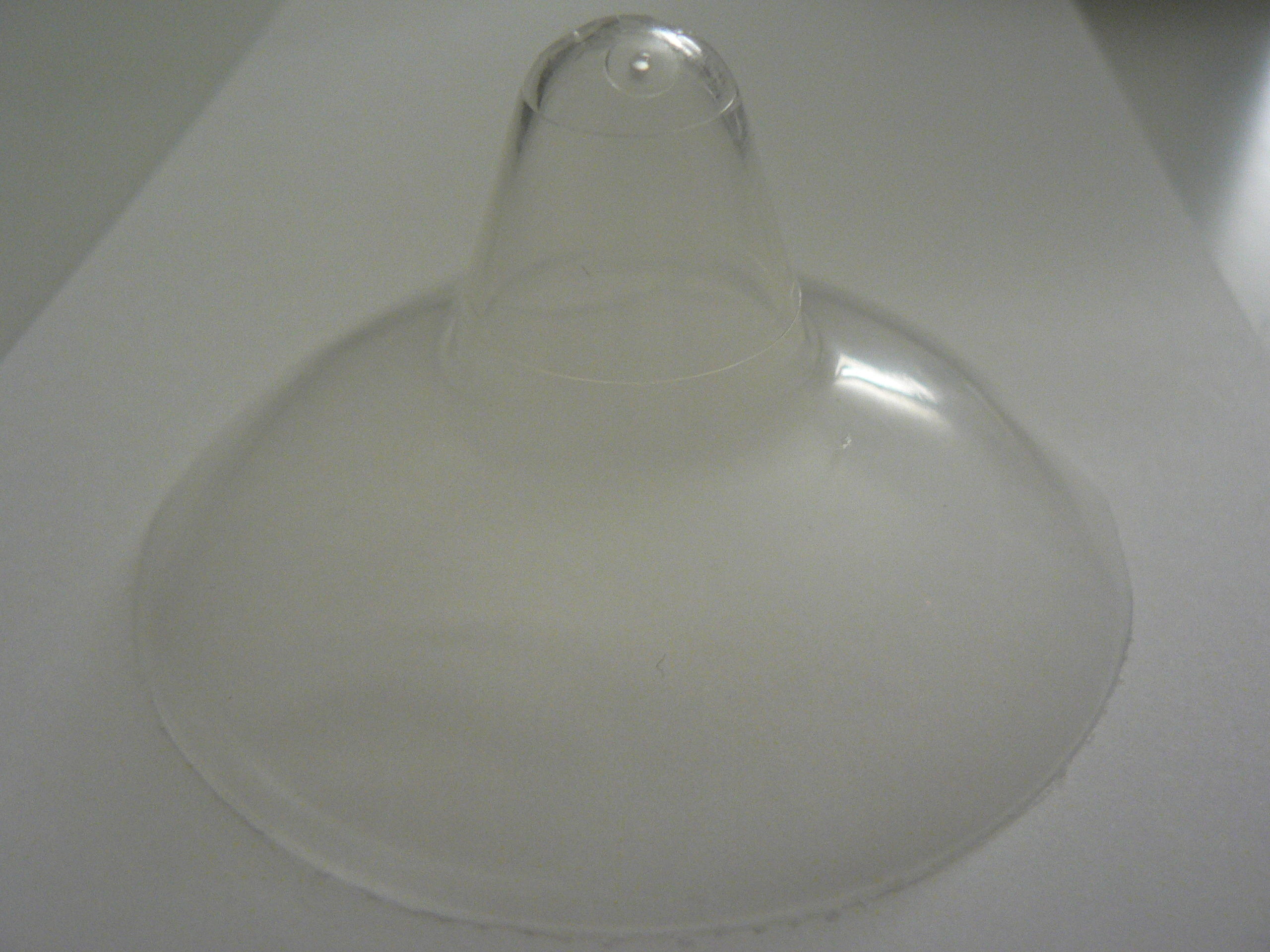
درعُ الحلمة المكوَّن من مادّة السيليكون
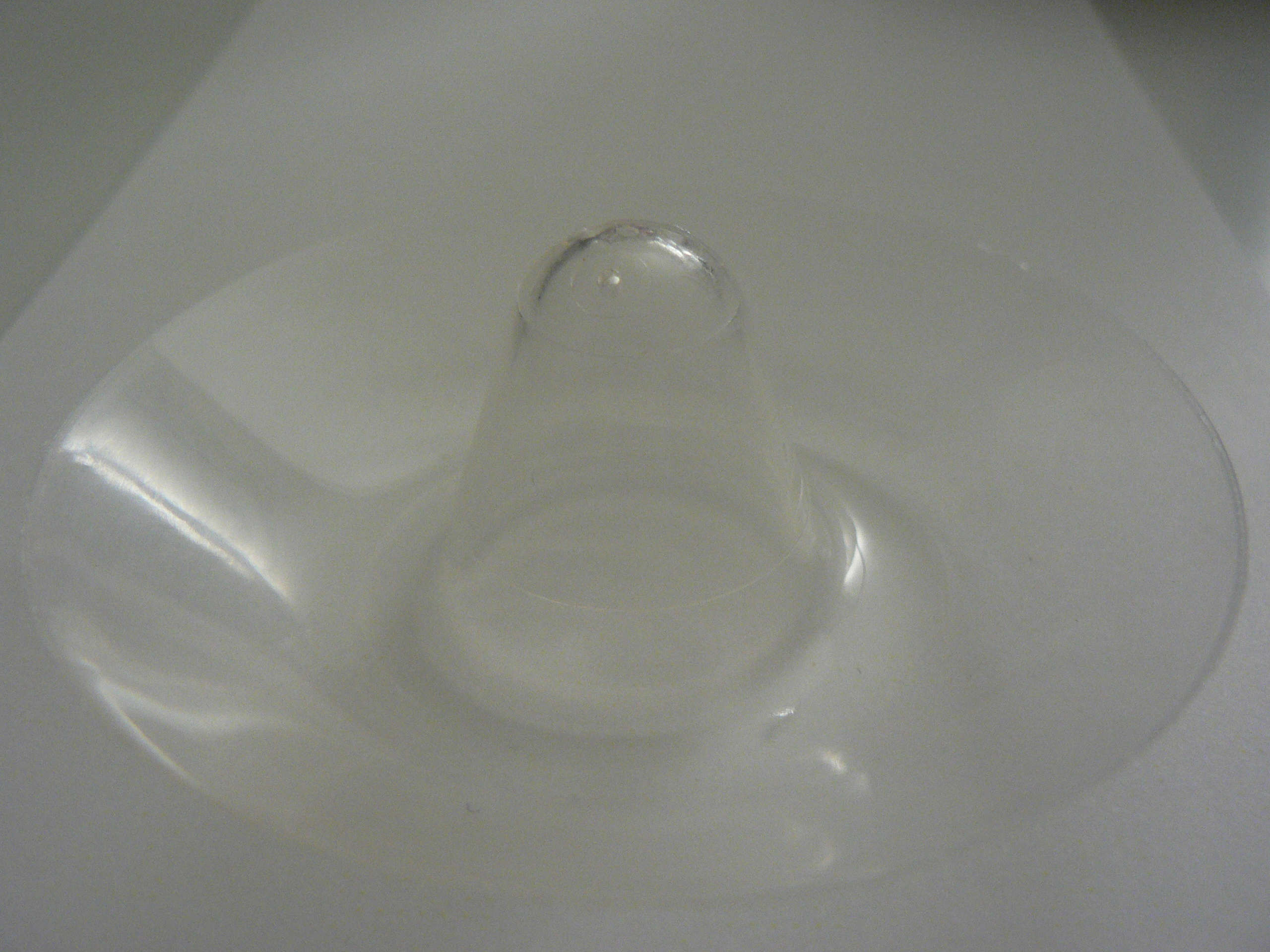
درع الحلمة في شكلهِ المقلوب قبل وضعهِ على حلمة الثدي
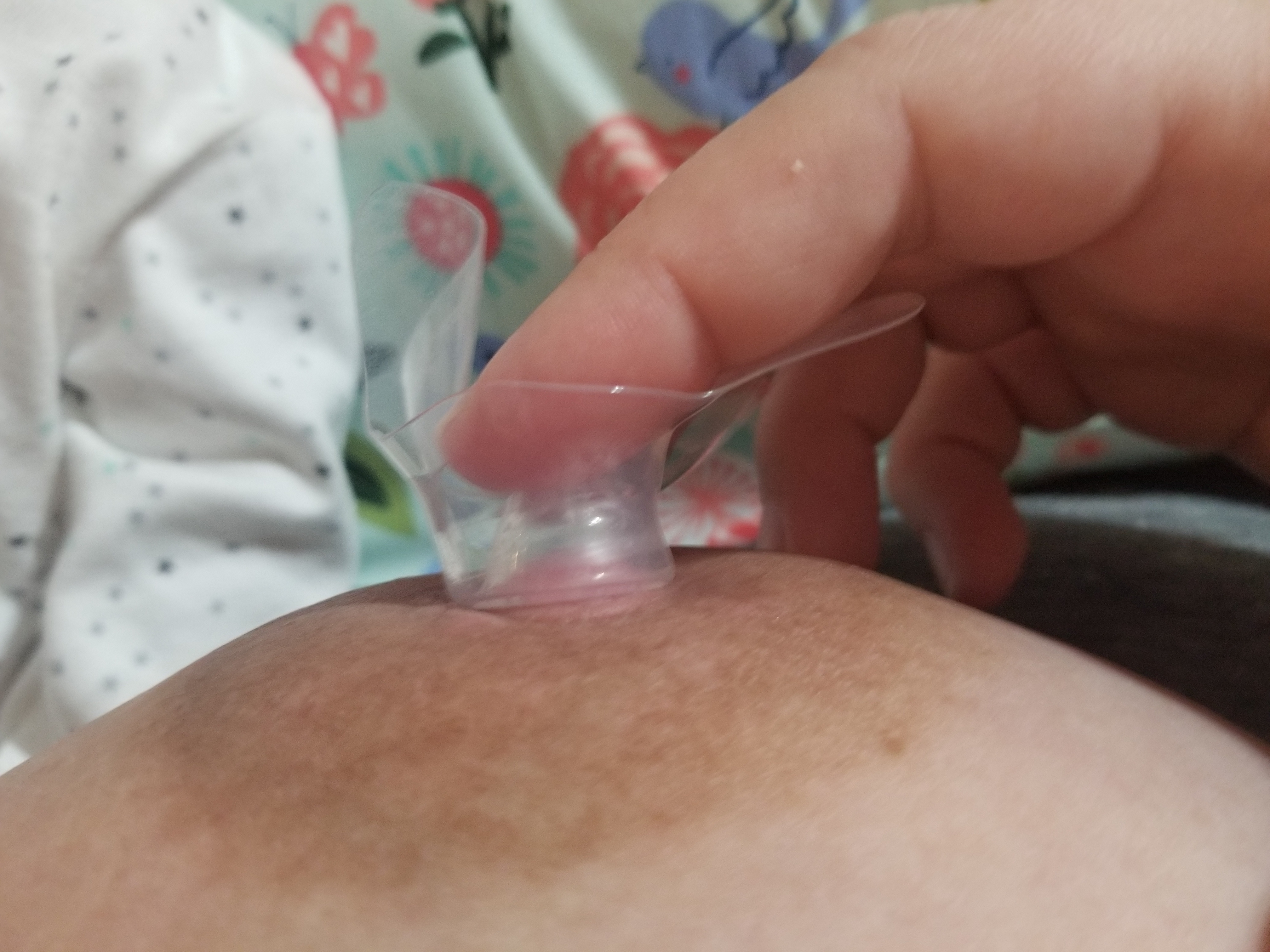
الاستعداد لوضع درع الحلمة
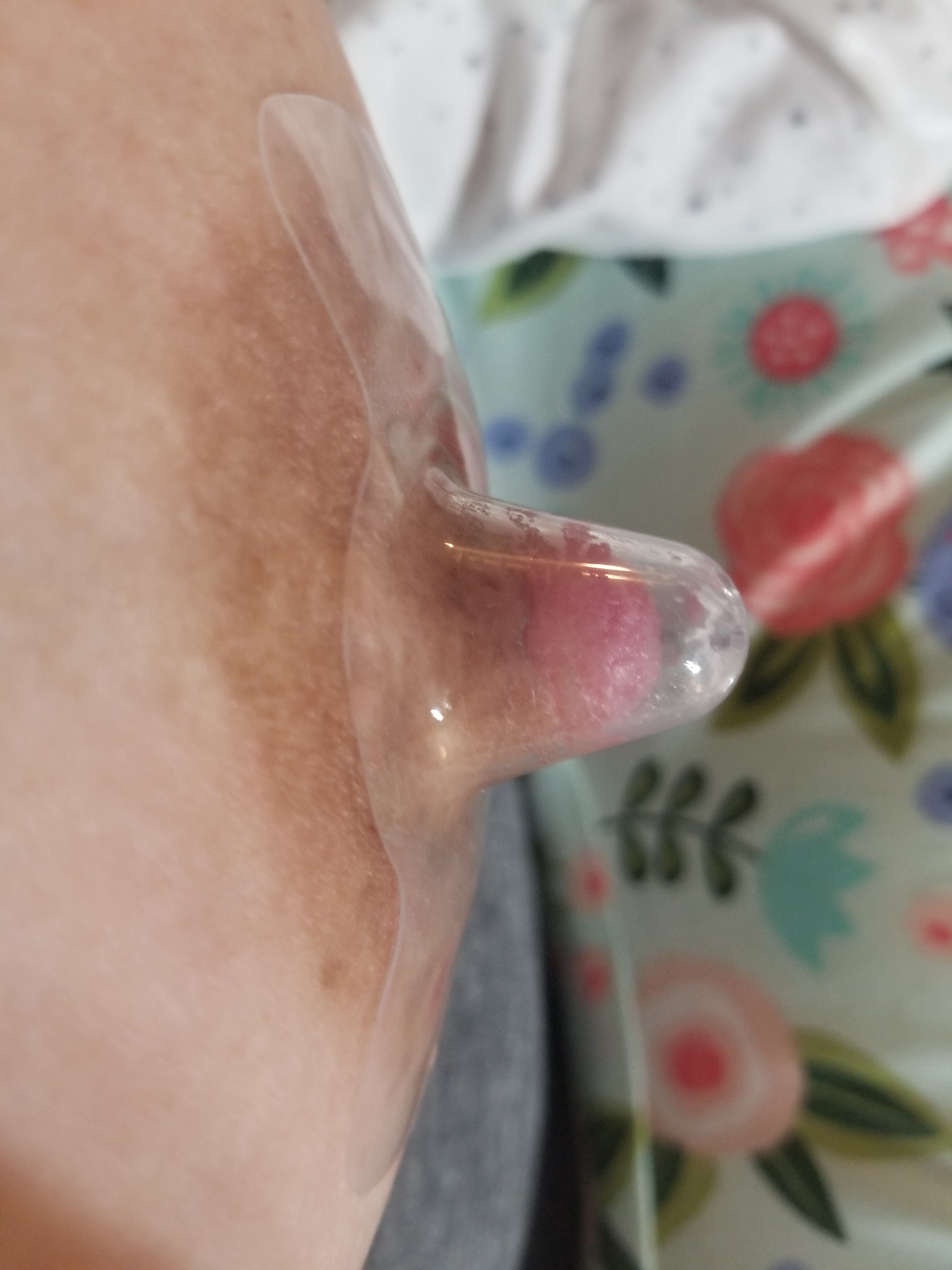
وضع درع الحلمة
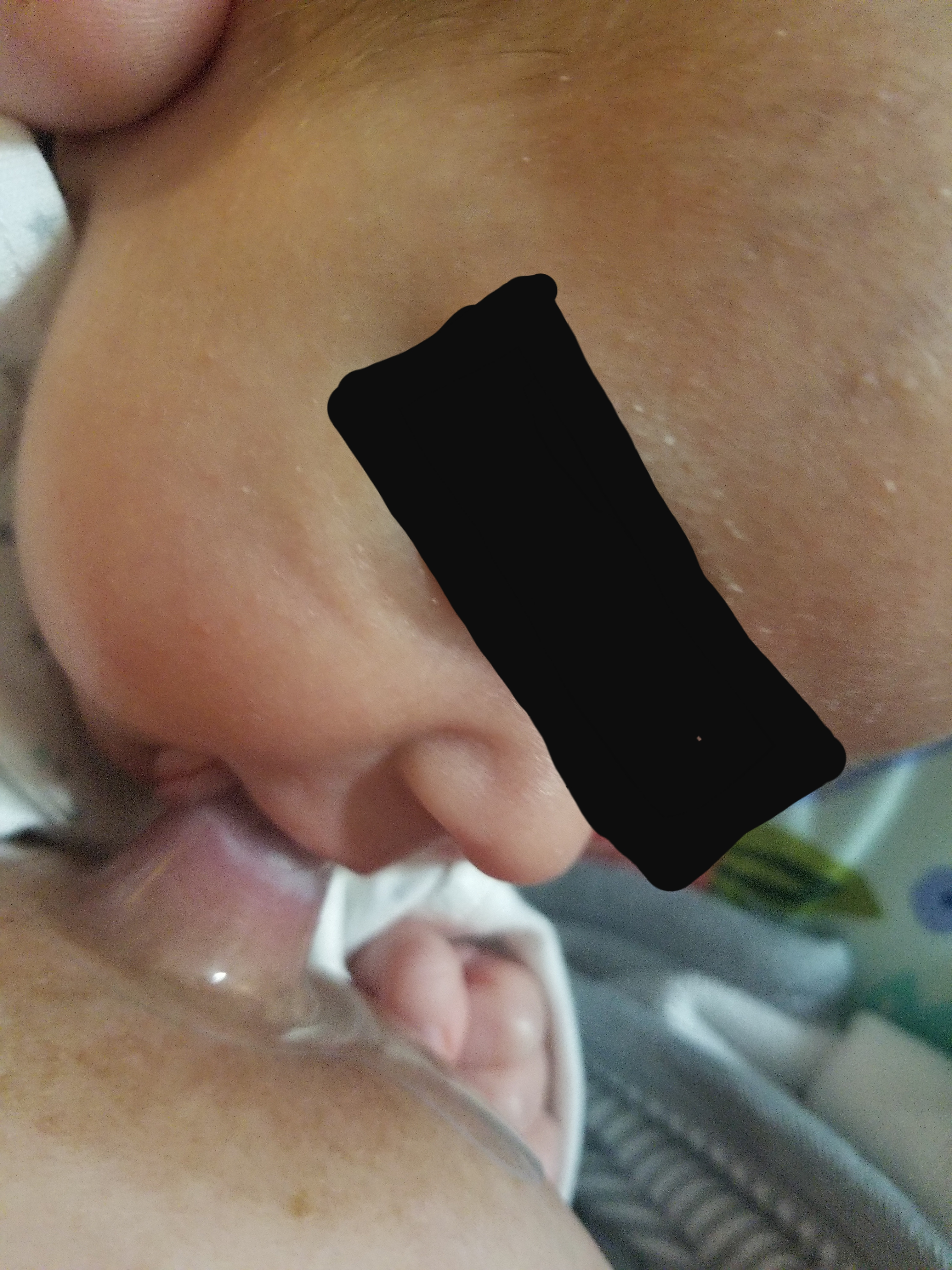
الرضيع وهو ممسكٌ بدرع الحلمة
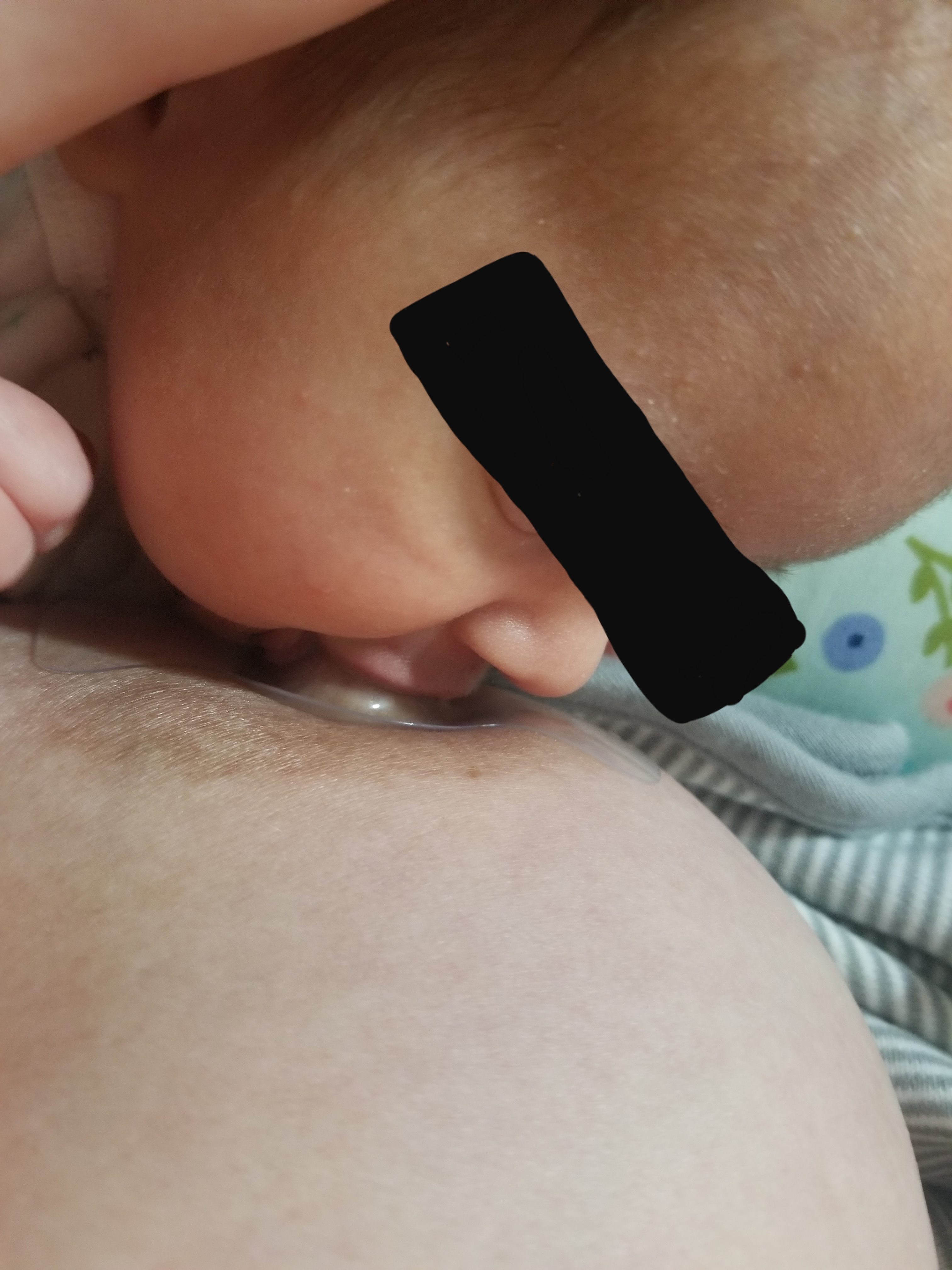
استغراق الرضيع في رضاعة حليب الثدي مع وجودِ درع الحلمة

تُستخدم دروع الحلمة في مواقف مختلفة ولأسباب متعدّدة:
- لدى بعض الأمهات حلمات صغيرة أو مقلوبة ما يجعلُ من الصعب على الطفل الإمساك بها، بينما يُمكّن واقي الحلمة الرضيعَ من إمساكها وشفط الحليب من الثدي في راحة.
- غالبًا ما يواجه الأطفال الصغار أو المرضى صعوبةً في الإمساك بالثدي، لكن درع الحلمة يجعلُ عمليّة الإمساك أسهل وأبسط.
- يُمكن للأطفال الذين اضطرُّوا إلى الرضاعة بالزجاجة منذ الولادة أن يعتادوا على قنينة الرضاعة (حلمة الزجاجة تحديدًا)، في الوقتِ الذي تبدو فيهِ دروع الحلمة أشبه بحلمات الثدي فعلًا، وتُساعد في الانتقال لاحقًا إلى الرضاعة الطبيعية.
- يمكن أن تُصبح حلمات الأمّ متشققة من الرضاعة الطبيعية، فتسمحُ الدروع للأمّ بمواصلة الرضاعة الطبيعية حتى تلتئم حلماتها المتشققة لتعود للرضاعة الطبيعيّة من دون درع مجددًا.
- تُسهّل دروع الحلمة في قياسِ كميّة الحليب المستهلَكة.

يُوكّد معظم الأطباء واستشاريي الرضاعة أنَّ استخدام درع الحلمة يجب أن يكون مؤقتًا، فالهدفُ الأساسي والدائم هو العودة إلى الرضاعة الطبيعية العادية، ما لم يُذكر خلاف ذلك. قد يتمُّ الخلط بين أصداف الثدي وواقيات أو دروع الحلمة فالأخيرة مُخصَّصةٌ للاستخدام أثناء الرضاعة الطبيعية، بينما يتم ارتداء أصداف الثدي استعدادًا للرضاعة الطبيعية.

## التاريخ

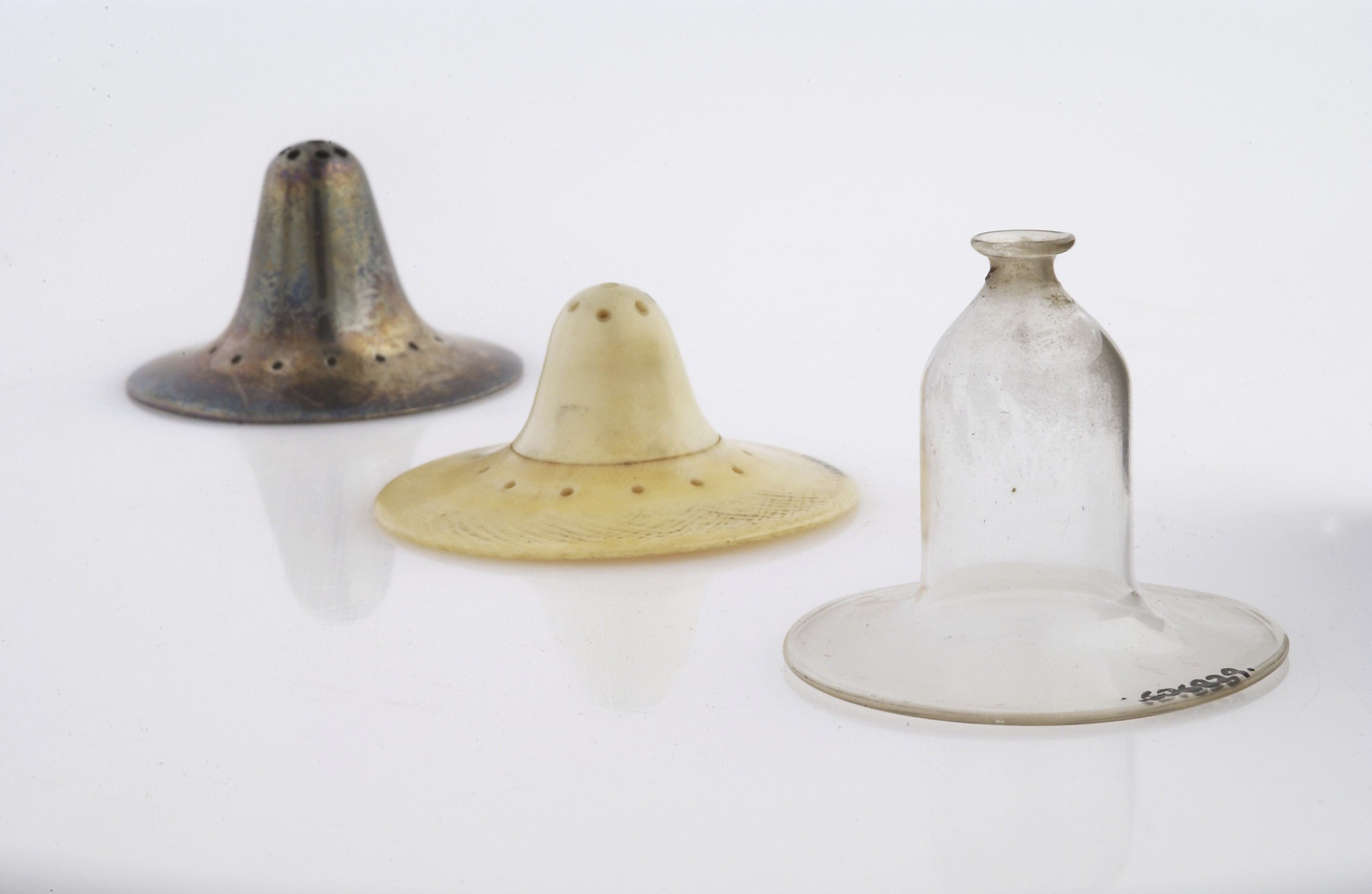
دروع حلمة مصنوعة من الفضة والعاج والزجاج.

صُنعت دروع الحلمة القديمة من مادة اللاتكس والبلاستيك الأكثر صلابة وسُمكًا، والتي غالبًا ما تُسبّب مشاكل أكثر مما تُحلّ. قبل اختراع البلاستيك، كانت دروع الحلمة تُصنَعُ من المعدن أو الزجاج أو العاج، بحيثُ أنَّ درع الحلمة الذي يعودُ للقرن السابع عشر في مسقط رأس شكسبير كانَ مصنوعًا من البيوتر.

## قراءة متعمّقة
- Jan Riordan (2005). Breastfeeding and human lactation. Jones & Bartlett Learning. ص. 396–. ISBN:978-0-7637-4585-1. مؤرشف من الأصل في 2022-07-03. اطلع عليه بتاريخ 2011-04-18.